# Asaphodes
Asaphodes is een geslacht van vlinders van de familie spanners (Geometridae), uit de onderfamilie Larentiinae.

## Soorten
- A. abrogata Walker, 1862
- A. amblyterma Meyrick, 1931
- A. megaspilata Walker, 1862
- A. parora Meyrick, 1884